# ThetaHealing
ThetaHealing (Theta Healing) é a marca registrada de um processo de meditação criado em 1995 por Vianna Stibal. Seus praticantes afirmam que o Theta Healing ensina as pessoas a desenvolverem intuição natural, alterando seu ciclo de ondas cerebrais para as ondas teta [en], com a intenção de usar a energia emocional para melhorar a saúde das pessoas.
Theta Healing é considerado pseudociência e charlatanismo e Stibal foi condenada por fraude.

## Processo
O Theta Healing é geralmente administrado na forma de sessões individuais nas quais o profissional certificado na técnica fica diretamente em frente à pessoa e, inicialmente, atende a pessoa ouvindo, usando sentidos intuitivos, como empatia e perguntas de sondagem. Eles podem realizar uma sessão de longa distância por telefone ou pela Internet via webcam e voz. A técnica se baseia na teoria de que as crenças na mente consciente e inconsciente de uma pessoa afetam diretamente seu bem-estar emocional, o que pode afetar sua saúde física. O praticante usa um método de meditação que sintoniza a energia das pessoas com o objetivo de melhorar seu bem-estar e saúde geral, libertando, segundo Stibal, experiências negativas, bloqueio de padrões de pensamento ou padrões herdados geneticamente para criar bem-estar emocional positivo. Stibal afirma que a técnica Theta Healing é sempre ensinada para ser usada em conjunto com a medicina convencional.

### Treinamento
É feita uma distinção entre diferentes níveis consecutivos de treinamento Theta Healing, dos praticantes de DNA Básico, DNA Avançado e Dig Deeper, que fornecem a base para o uso da técnica como praticante, a outros cursos como Anatomia Intuitiva, Relações Mundiais e Crescimento de seus relacionamentos 1-4. Os instrutores podem optar por concluir o Mestrado e o Certificado de Ciência.

## Filosofia
A filosofia da Theta Healing é o que Vianna Stibal chama de "os sete planos da existência". Segundo ela, esses níveis de existência constroem uma estrutura para mostrar a importância do "Criador de tudo o que é" (cujo nível superior também é descrito como o "Lugar do amor perfeito"). Além disso, os profissionais e instrutores da técnica são abertos a todos, independentemente da origem ou religião da pessoa.

## Críticas
Vianna Stibal, fundadora do ThetaHealing, foi acusada em uma ação civil de fazer falsas alegações de cura e declarações fraudulentas. Kara Alexander e Robby Robinson entraram com a ação, alegando que Stibal afirmou falsamente ter se curado de câncer e outras doenças graves para atrair participantes para seus cursos. Os autores da ação acusaram Stibal de violação de contrato e fraude, já que ela ofereceu um programa de doutorado que não existia. O tribunal decidiu a favor dos autores e concedeu-lhes indenização.
A filosofia do Theta Healing foi criticada devido à sua natureza esotérica e baseada na fé, além de uma esmagadora falta de evidências da eficácia dos métodos. Theta Healing também foi questionado por alguns praticantes de medicina alternativa, uma vez que não é uma de suas práticas de assistência médica e não está relacionado a nenhum dos métodos clínicos de tratamento em saúde.
Um estudo feito com electroencefalogramas não encontrou aumento de ondas cerebrais teta durante as sessões analisadas, mas sim uma diminuição dessas ondas, tanto nos cérebros dos aplicadores do método quanto nos dos pacientes estudados..